# عجيسة بن دوناس
عجيسة بن دوناس  (توفي 453 هـ) من أمراء مغراوة الذين حكموا المغرب الأقصى. بعد وفاة والده دوناس بن حمامة عام 452هـ / 1060م، تولى شقيقه الأكبر الفتوح بن دوناس شؤون فاس واتخذ عدوة الأندلسيين مقرا له، في حين أسند إلى أخيه الأصغر عجيسة أمر عدوة القرويين، فدفعه طموحه إلى الثورة على أخيه فتوح واستقل بعدوته، فبنى كل منهما قلعة حصينة مع بابها للدفاع عن عدوته وحمل البابان اسمي مشيدهما، فكان باب الفتوح لعدوة الأندلسيين، وباب عجيسة لعدوة القرويين، لتحصين مدنهما. استمر الصراع بينهمت إلى أن ظفر الفتوح بأخيه عجيسة، فقتله غدرا.